# Bénéfice par action
Pour les articles homonymes, voir BPA.
Le bénéfice par action (BPA ou EPS : earnings per share) est le bénéfice net d'une société divisé par le nombre d'actions qui composent son capital. Le bénéfice par action  est un ratio dont la présentation est obligatoire dans les entreprises cotées selon les normes IFRS.
Il peut également être cité sous ses autres noms : BNA et BNPA (bénéfice net par action)

## Enjeux du bénéfice par action
Le résultat par action est l'un des paramètres de valorisation d'une action. Il permet de réaliser une appréciation de la performance de l'entreprise. Il sert aussi à déterminer le price-earning ratio (PER).
L'évolution du BPA dans le passé, et sa prévision dans le futur, jouent un rôle important sur le cours de bourse. Le BPA évolue en fonction de :
- l'évolution du résultat net de l'entreprise, qui se produit de façon plus ou moins régulière ou rapide, selon qu'il s'agit d'une action défensive, d'une action cyclique, d'une action de croissance
- l'évolution du nombre d'actions dans le cadre d'opérations financières (augmentation de capital, rachat d'actions, fusion-acquisition…) entraînant des phénomènes de dilution ou relution.Variation du résultat du BNA en fonction de l'évolution du résultat net et du nombre d'actions[1].

Variation du résultat du BNA en fonction de l'évolution du résultat net et du nombre d'actions.

Le résultat utilisé dans le calcul du BPA est le résultat consolidé. Ceci signifie que ce n'est pas le résultat distribuable réel de la société mère mais le résultat qui est susceptible de remonter jusqu'à la société mère après délibération des assemblées générales. Ainsi l'évolution du cours de bourse devrait s'expliquer par une certaine spéculation sur la bonne santé du groupe et moins sur l'idée de recevoir automatiquement des dividendes. 
L'annonce d'une hausse ou baisse inattendue du BPA, ou d'une augmentation ou diminution du BPA différente de ce qu'attendait le consensus des analystes, s'appelle une alerte sur bénéfice. Sans qu'elle préjuge systématiquement de l'évolution future des résultats, elle entraine souvent toutefois une forte variation immédiate du cours en bourse. Il est aussi envisageable pour les besoins de l'analyse financière d'utiliser un résultat approché (soit le bénéfice glissant des quatre derniers trimestres connus, soit le bénéfice estimé de l'année en cours).

## Mode de calcul du BPA selon les normes internationales
Selon l'IAS 33, les entreprises cotées doivent présenter le résultat par action et le résultat dilué par action. 

### Résultat par action
Le résultat par action doit être calculé en divisant le résultat net de l'exercice attribuable aux actionnaires ordinaires par le nombre moyen pondéré d'actions ordinaires en circulation au cours de l'exercice.
Le résultat est le résultat net revenant au groupe, pas aux actionnaires minoritaires.
Ce résultat doit être corrigé de l'influence des actions non ordinaires (dividendes prioritaires à supprimer par exemple).
Le nombre moyen pondéré d'actions ordinaires est au prorata temporis dans le temps et ajusté des actions sans contrepartie de trésorerie (comme les distributions d'actions gratuites). L'ajustement se fait par le rapport de la juste valeur de l'action sans et avec ces droits.

### Résultat dilué par action
Pour trouver ce ratio, il est nécessaire de réaliser fictivement une conversion des instruments financiers convertibles (comme certains emprunts obligaires), émis à la clôture de l'exercice en actions ordinaires. Ces actions fictives sont souvent désignées par le terme anglais fully diluted shares.
L'utilisation du nombre moyen pondéré d'actions ordinaires permet grossièrement de donner au BPA une validité moyenne sur l'année pour permettre les comparaisons par année et éviter des manipulations du mode de calcul.
En France, tous les groupes non cotés doivent fournir ces informations selon des modes de calcul plus libres (CRC99-02).